# Ivan Puluj
Ivan Pavlovič Puluj (ukrajinsky Іва́н Пулю́й – Ivan Puljuj; 2. února 1845 Hrymajliv – 31. ledna 1918 Smíchov) byl ukrajinský fyzik, elektrotechnik, vynálezce, překladatel a důležitá kulturní osobnost. Velkou část svého života také působil v Praze.

## Život
Ivan Puljuj se narodil 2. února 1845 do hluboce věřící řeckokatolické rodiny. V roce 1865 ukončil Ternopilské gymnázium a začal studovat teologickou fakultu na Vídeňské univerzitě, kterou ukončil s vyznamenáním. Později na této univerzitě studoval matematicko-fyzikální fakultu, kterou dokončil roku 1872. Byl soukromým docentem Vídeňské univerzity. Mezi lety 1874–1875 Ivan Pavlovič také přednášel fyziku ve Vojensko-námořní akademii ve Fiume, dnešní Rijece (Chorvatsko). Roku 1875 Ivan Puluj jako učenec rakouského ministerstva školství zdokonalil své znalosti pod vedením profesora Avgusta Kundta na Štrasburské univerzitě. V roce 1876 získal titul doktora přírodních věd s tezí „O závislosti tření plynů od teploty“.
V roce 1884 mu nabídlo Ministerstvo školství Rakousko–uherské monarchie, jakožto profesoru experimentální fyziky Ivanu Pavloviči, post vedoucího katedry fyziky německé Vysoké školy technické v Praze, která se roku 1903 stala prvním evropským oddělením fyziky a elektrotechniky. Od roku 1888 do roku 1889 byl rektorem této školy a vytvořil katedru elektrotechniky, kde následně působil. Kromě toho byl i státním poradcem pro elektrotechniku v Česku a na Moravě.
V průběhu své dlouholeté vědecké kariéry spolupracoval s mnoha slavnými vědci, např. Františkem Křižíkem, Emilem Kolbenem, Josefem Daňkem, Nikolou Teslou či Albertem Einsteinem. Byl odborníkem na stavbu elektráren a díky tomu se podílel na jejich stavbě nejen v Praze, ale i v menších městech (např. Františkovy Lázně, Cvikov, okolí Vyššího Brodu). V roce 1916 mu bylo nabídnuto místo ministra školství v Rakousku, které však ze zdravotních důvodů musel odmítnout. Po ukončení vědecké kariéry se začal více než kdy dříve zapojovat do činnosti publicistické a organizační. Zemřel 31. ledna 1918 v Praze, kde je pohřben na hřbitově Malvazinky.

## Podpora ukrajinské kultury
Puluj je také známý svým přínosem v podpoře ukrajinské kultury. Na Ternopilském gymnáziu založil mládežnickou skupinu „Hromada“, aby studoval a popularizoval ukrajinské dějiny spolu s kulturou. Dále ve svých studentských letech organizoval „Vídeň Sič“, kterým sjednotil ukrajinskou mládež rakouského hlavního města. Aktivně podporoval otevření ukrajinské univerzity ve Lvově a publikoval články na podporu ukrajinského jazyka. Spolu s P. Kulišem a I. Nečujem-Levyckým přeložil do ukrajinštiny Nový zákon a Žalmy a vydal modlitební knihu. Jako profesor organizoval stipendia pro ukrajinské studenty v Rakousku-Uhersku a v emigraci pomáhal ukrajinským uprchlíkům. V roce 1915 napsal článek v němčině o požadované nezávislosti Ukrajiny, který se objevil v Praze.

## Citáty
- „Světové dějiny nikdy nebyly spravedlivé vůči jednotlivcům nebo určitým národům. Malé národy a jejich úspěchy jsou často opomíjeny, zatímco úspěchy velkých národů jsou občas přehnané.“
  - (Slavko Bokshan, srbský vědec, který s Pulujem pracoval ve stejném oddělení)
- „Co se stane, jistě se stane, a bude to nejlepší, protože taková je vůle Pána.“

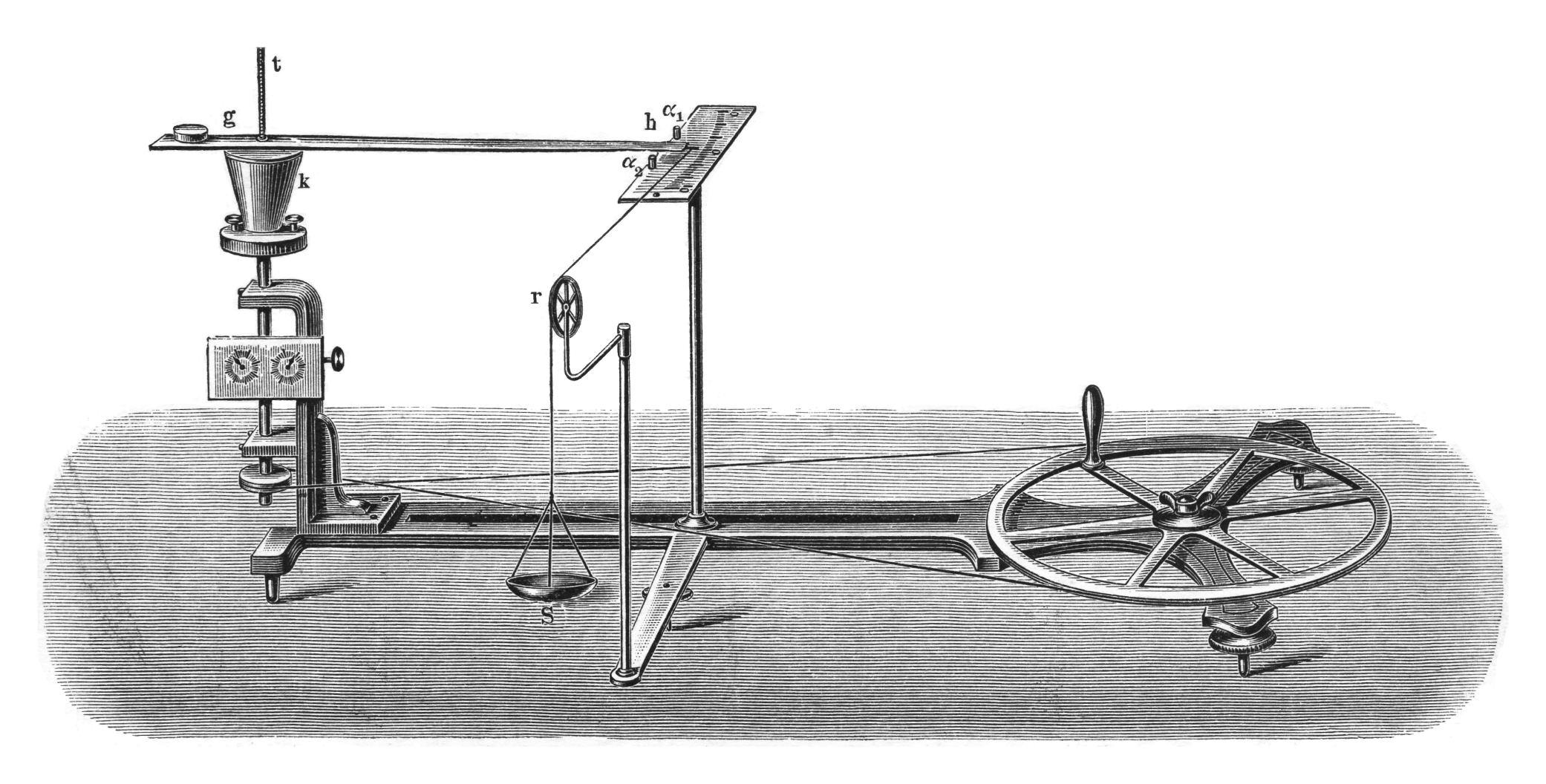
Pulujův přístroj pro stanovení mechanického ekvivalentu tepla

## Vynálezy
- přístroj pro určení mechanického ekvivalentu tepla (1875)
- Pulujova lampa, vakuová lampa pro vakuové paprsky (1881)
- telefonní stanice s ochranou proti silným proudům aj.

## Vybrané publikace

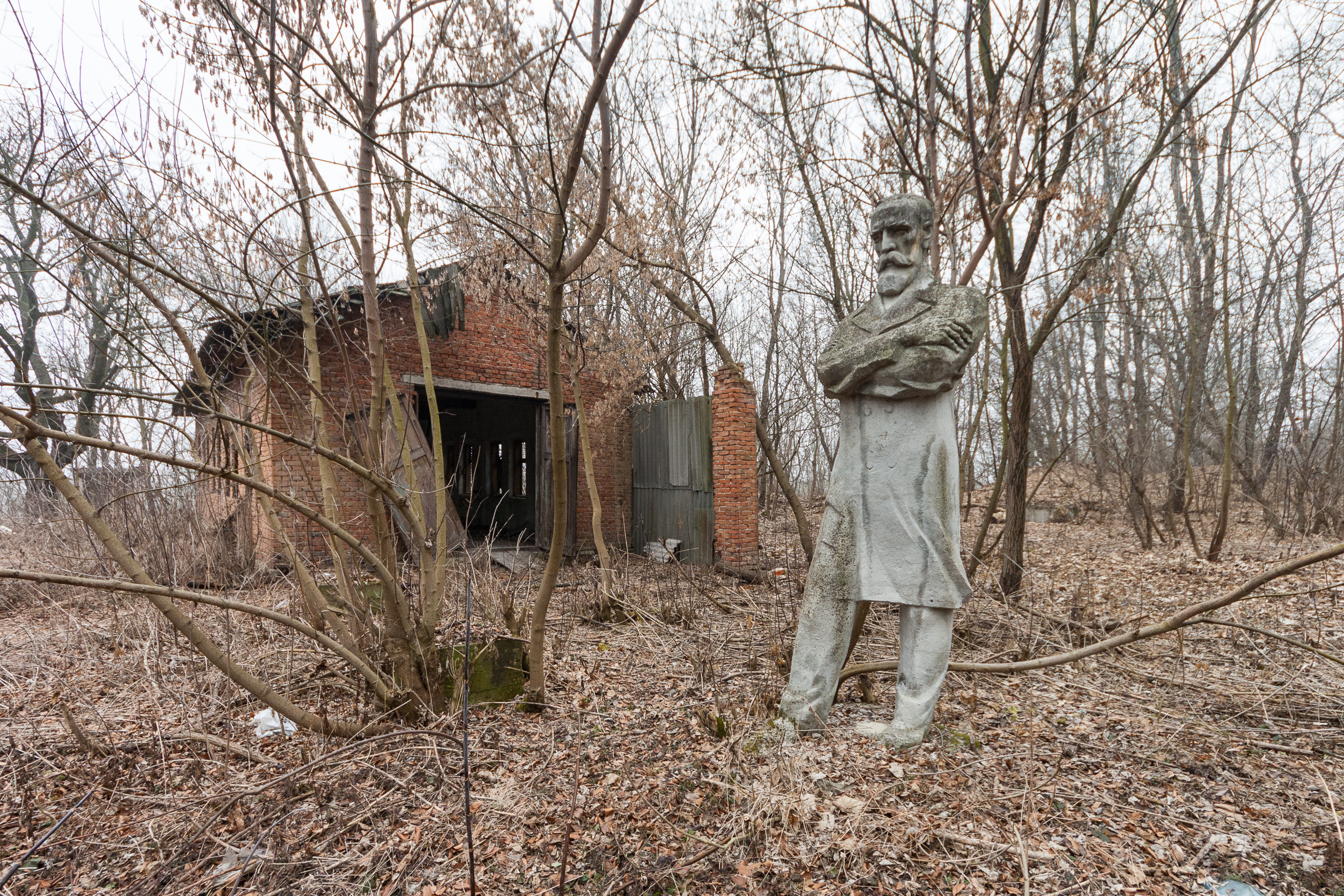
Park I. P. Puluje ve městě Hrymajliv

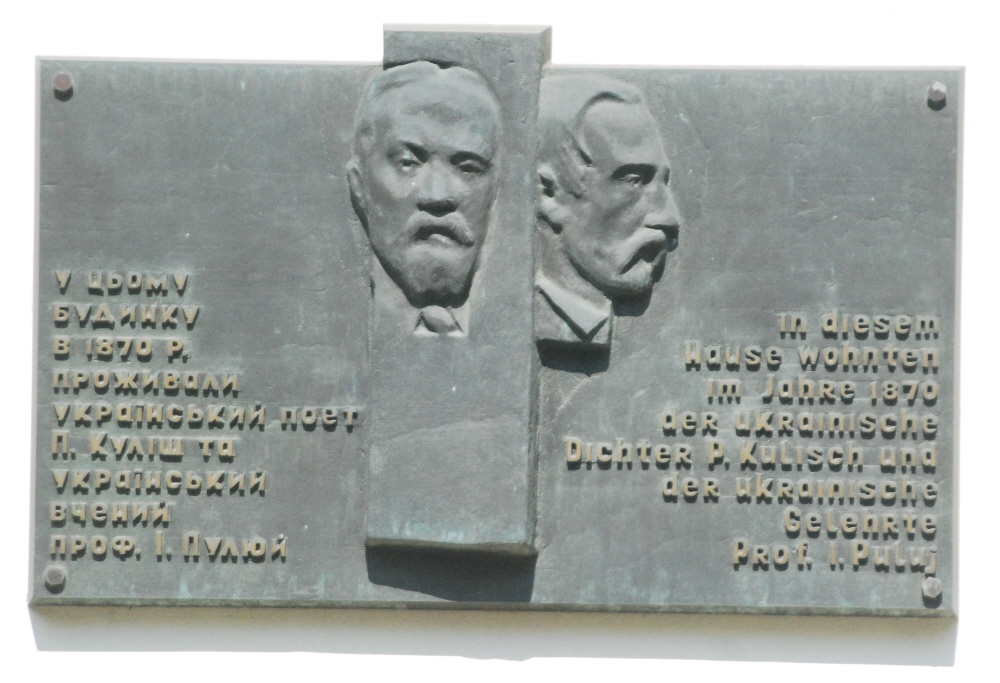
Pamětní deska Puluje a Kuliše ve Vídni

- Materiál sálavé elektrody / zprávy Wiener.
- Materiál sálavé elektrody a tzv. Čtvrtý stav hmoty.
- Sálavá elektroda a tzv. Čtvrtý stav. Physical Memoirs
- O vzniku rentgenu a jeho fotografickém efektu.
- Dodatek k pojednání „O původu rentgenového záření a jeho fotografických efektů“.
- Ukrajina a její mezinárodní politický význam, Pakt o osvobození Ukrajiny, Praha (1915).

## Vyznamenání
- Ternopilská Národní technická universita Ivana Puluje je pojmenována po něm.
- Známka vydaná u příležitosti Pulujova 150. výročí narození v roce 1995.
- Ulice v Kyjevě, Lvově a dalších ukrajinských městech mají jméno Ivan Puluj.
- V jeho rodném městě je na jeho počest pojmenován park.
- Pamětní deska pro Johanna Puluj a Pantelejmon Kulisch ve Vídni.
- Pamětní deska na domě č. 15/1268 v Preslově ulici v Praze na Smíchově, kde žil a zemřel.

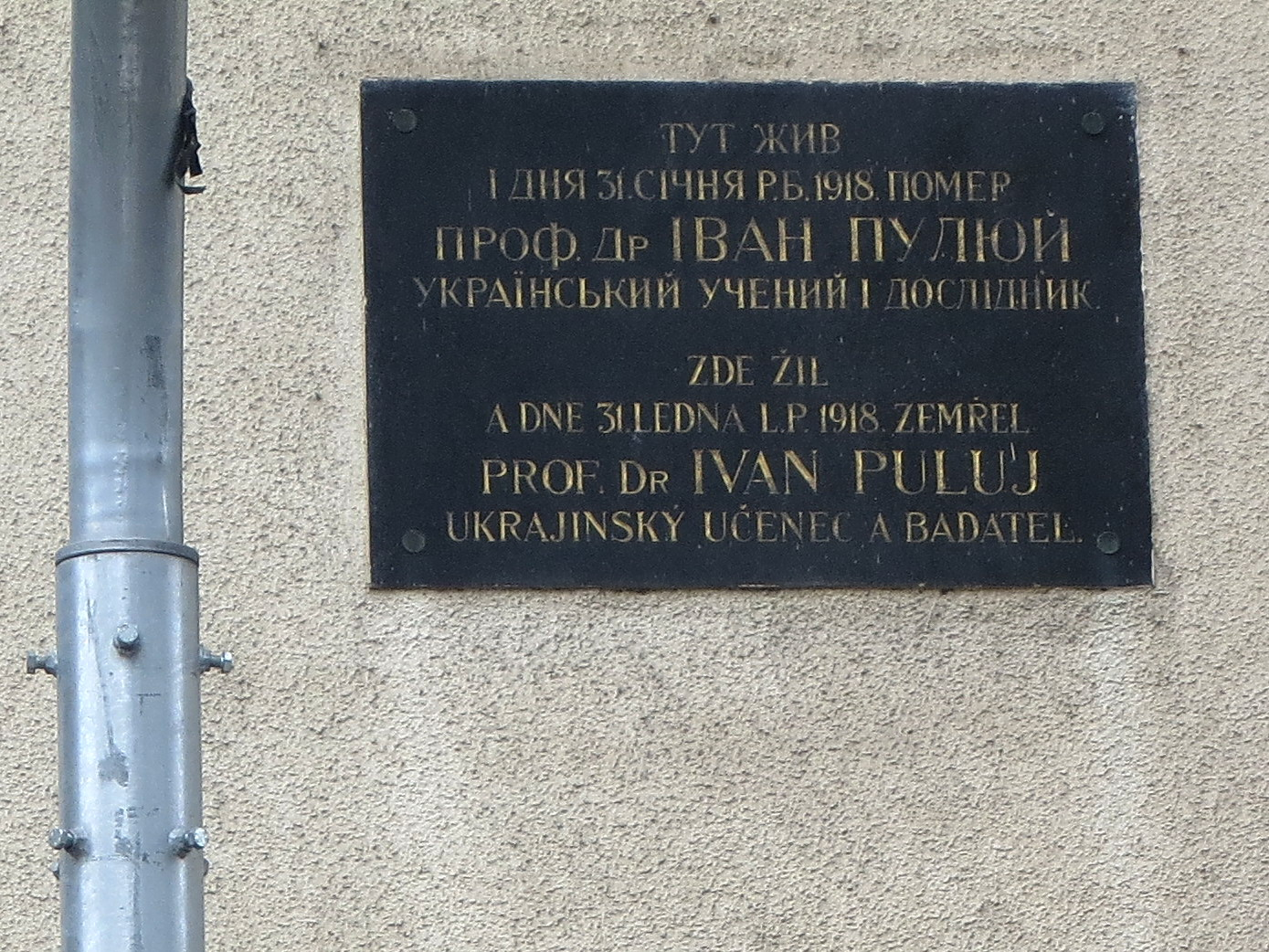
Pamětní deska na domě v Praze na Smíchově, kde Ivan Puluj žil a zemřel

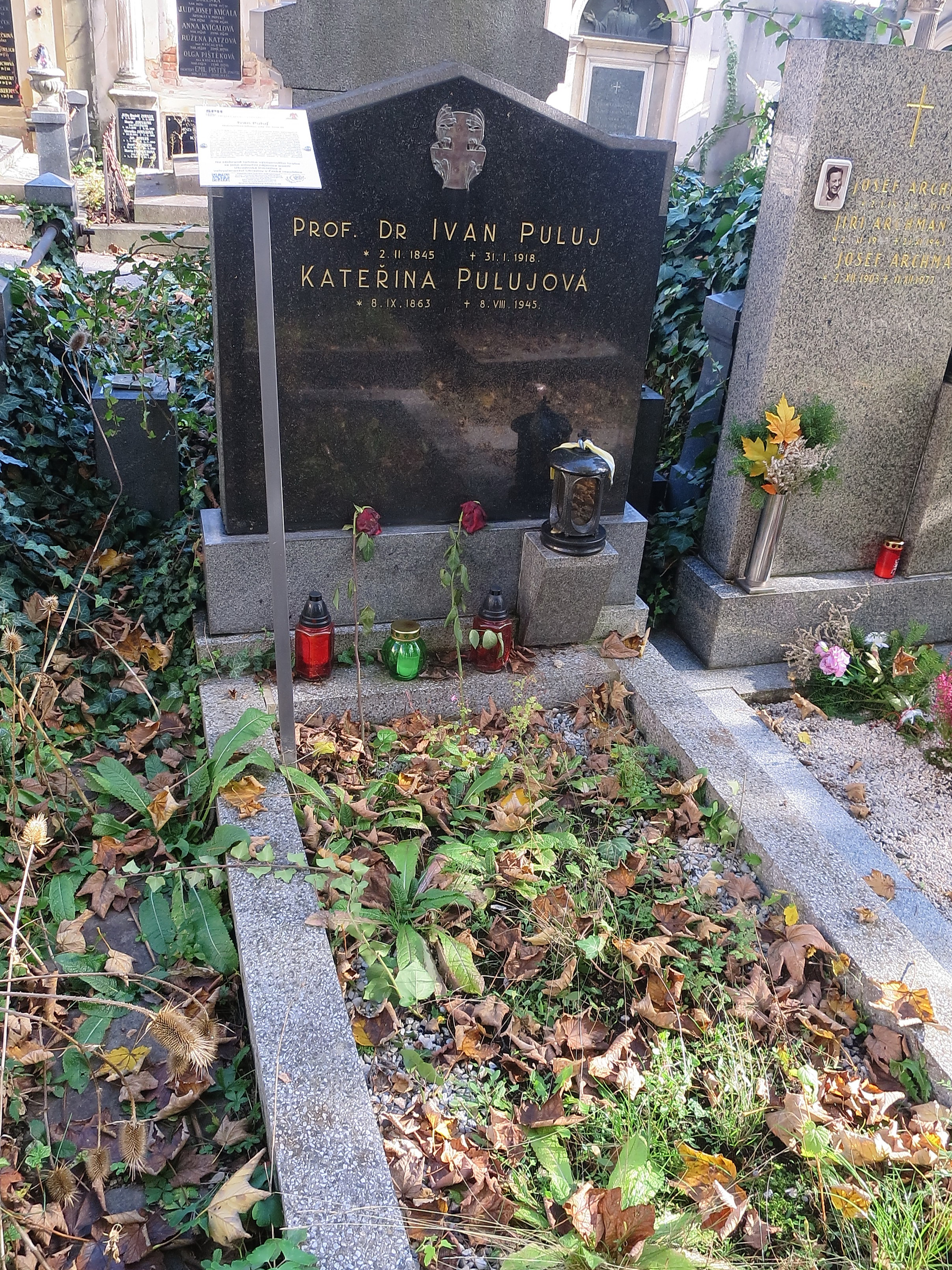
Hrob Ivana Puluje v Praze na hřbitově Malvazinky